# Tucanet de carpó vermell
El tucanet de carpó vermell (Aulacorhynchus haematopygus) és una espècie d'ocell de la família dels ramfàstids (Ramphastidae) que habita la selva humida i altres formacions boscoses de les muntanyes de Colòmbia, nord-oest de Veneçuela i oest de l'Equador.